# Malene Sølvsten
Malene Sølvsten (født i 1977 i Brønderslev i Nordjylland, død 20. oktober 2024) var en dansk forfatter. Hun havde en kandidatgrad i international økonomi og handel fra CBS i 2010.
Sølvsten debuterede i 2016 med Ravnenes hvisken, som samme år blev nomineret til Læsernes Bogpris og i 2017 vandt bogen Orla-prisen for 'Bedste indlevelse'. Bogen blev så stor en succes, at hun måtte sige sit job som fuldmægtig i Finansministeriet op, så hun kunne hellige sig skriveriet, og hun var forfatter på fuld tid frem til sin død i 2024.
Efter hendes debut i 2016 med romanen Ravnenes Hvisken udgav hun i alt syv bøger og opnåede stor udbredelse og popularitet med sine værker, der også er udgivet i bl.a. Tyskland og USA. Serien tog udgangspunkt i nordisk mytologi. Sølvsten modtog flere priser for sit forfatterskab i både ind- og udland.
Blandt hendes inspiration var andre forfattere som Lloyd Alexander, Knud Holten, Marion Zimmer Bradley, J.K Rowling, Stephenie Meyer og Suzanne Collins.

## Hæder
- Edvard P. Prisen, 2018[6]
- Buxtehuder Bulle (de), 2021/22[7]